# Port of Mystery
Port of Mystery è un album discografico di raccolta del musicista greco Yanni, pubblicato nel 1997.

## Tracce
1. The Sphynx – 4:13
2. You Only Live Once – 7:20
3. Port of Mystery – 4:48
4. Butterfly Dance – 6:25
5. Farewell – 2:45
6. Street Level – 4:19
7. The Magus – 4:45
8. Looking Glass – 6:39